# Соколова Балка
Соколова Балка (укр. Соколова Балка) — село,
Соколово-Балковский сельский совет,
Новосанжарский район,
Полтавская область,
Украина.
Код КОАТУУ — 5323486001. Население по переписи 2001 года составляло 1084 человека.
Является административным центром Соколово-Балковского сельского совета, в который, кроме того, входят сёла
Андреевка и
Светловщина.

## Географическое положение
Село Соколова Балка примыкает к селу Андреевка.
По селу протекает пересыхающий ручей с большой запрудой.

## История
- 1859 — дата основания.

- В XIX веке село Соколова Балка было в составе Нефорощанской волости Константиноградского уезда Полтавской губернии[2].

- 17 июля 2020 года в результате административно-территориальной реформы село вошло в состав Полтавского района[3].

## Экономика
- Молочно-товарная ферма.
- ООО «Сокол», им. Шевченко.

## Объекты социальной сферы
- Школа.
- Дом культуры.